# Fortaleza Esporte Clube
Il Fortaleza Esporte Clube, chiamato semplicemente Fortaleza, è una società polisportiva attiva principalmente nel calcio, ma anche in altri sport, come futsal, pallamano e basket. Il club, fondato il 18 ottobre 1918 con il nome di Fortaleza Sporting Club, ha la sua sede a Fortaleza, capitale dello Stato di Ceará, in Brasile.
È uno dei club di maggiore tradizione calcistica nella regione nord-orientale del Brasile insieme a Bahia, Vitória, Santa Cruz, Sport Recife, Náutico e Ceará, la sua maggiore rivale. A livello regionale vanta la vittoria di 46 campionati del Ceará, che ne fanno il club più titolato in questa competizione.
Disputa le partite interne allo stadio Castelão di Fortaleza (60.326 posti). I colori sociali sono il rosso, il blu e il bianco.

## Storia
Il club fu costituito per la prima volta nel 1912 nella Fortaleza che risentì dell'influenza della Belle Époque francese. Numerosi furono infatti i nobili che completarono i propri studi a Parigi. Fu il giovane Alcides de Castro Santos, di ritorno da un viaggio parigino, a fondare un club di nome Fortaleza, ma la sua attività cessò quasi subito. Il 18 ottobre 1918 nacque il Fortaleza Sporting Club, il cui primo presidente era ancora Alcides Santos, che scelse come colori sociali il blu, il bianco e il rosso, in onore della bandiera della Francia. Nel primo anno di esistenza il Fortaleza si aggiudicò il Campionato Cearense e nei primi dieci anni di vita vinse sette titoli del Ceará.
Ebbe per due volte accesso alla finale del Campeonato Brasileiro Série A, nel 1960 e nel 1968 e due volte alla finale del Campeonato Brasileiro Série B, nel 2002 e nel 2004.

## Presidenti
- Alcides de Castro Santos (1918-1920)
- João Gentil (1920-1923)
- Eurico Salgado Duarte (1923-1924)
- Pedro Riquet Nogueira (1925-1926)
- Francisco Luís de Oliveira (1927-1928)
- Lafayette Tapioca (1929)
- Antônio de Pádua Freire (1930-1932)
- Antenor Vale (1933-1934)
- Osvaldo Moreira Lima (1935-1936)
- João Ramos César de Vasconcelos (1937)
- Heitor Ribeiro (1938)
- Meton Borges (1938)
- Demócrito Freire (1938)
- Francisco Araújo (1939-1940)
- José Milton Holanda Pimentel (1940)
- Pedro Riquet Nogueira (1940)
- Capitão Luís Clóvis de Oliveira (1940-1941)
- Adriano Rodrigues Martins (1941)
- Luís Abner (1941-1942)
- Edmar Vilar de Queiróz (1942)
- Ivan César de Vasconcelos (1942-1943)
- Agapito dos Santos Sátiro (1943-1944)
- Capitão Galileu Saldanha de Menezes (1944-1945)
- Capitão Edmar Rabelo Maia (1945-1946)
- José Mário Belém de Figueiredo (1946-1949)
- Francisco Lorda Filho (1949)
- Mendo Leonel Chaves (1949-1950)
- Otoni Diniz (1950)
- Álvaro Paulo Kruel Viana (1950)
- Amaury Barbosa Gurgel (1951)
- José William Girão Frota (1951)
- Arcelino Costa Leitão (1951-1954)
- Francisco Bezerra de Oliveira (1954-1955)
- Pedro Torres (1955)
- Francisco Bezerra de Oliveira (1955-1956)
- Carlos Rolim Filho (1956-1958)
- Francisco Bezerra de Oliveira (1958)
- Francisco Mozart Cavalcante Gomes (1958)
- José Raimundo Costa (1958-1959)
- Manuel Nunes de Oliveira (1959)
- Antônio Luís do Vale (1959)
- Manuel Nunes de Oliveira (1959-1960)
- Otoni Diniz (1960-1961)
- José Raimundo Costa (1961)
- Otoni Diniz (1961-1963)
- José Orestes Cavalcante (1963)
- Francisco Manhães (1963)
- José Raimundo Costa (1964)
- José Orestes Cavalcante (1964)
- José William Girão Frota (1964-1965)
- Francisco Bezerra de Oliveira (1965)
- José Raimundo Costa (1965-1966)
- Francisco Bezerra de Oliveira (1966-1967)
- José Raimundo Costa (1967)
- Edmilson Barros de Oliveira (1967)
- Renato Brito Bastos (1967)
- Abdias Veras Filho (1967)
- Egberto de Paula Rodrigues (1967)
- Edmilson Xavier Bindá (1967-1968)
- Fares Cândido Lopes (1968)
- Otoni Diniz (1968-1969)
- Egberto de Paula Rodrigues (1969)
- José Raimundo Fontenelle (1969)
- José Cidrão de Oliveira (1970-1971)
- José Edyr Sabóia de Castro (1971-1972)
- General Edmar Rabelo Maia (1972-1975)
- Francisco Alves Maia (1975-1976)
- Airton França Rebouças (1977)
- Cid Liberato Paracampos (1977)
- Deputado Alfredo Machado (1977-1978)
- Otoni Diniz (1978)
- Deputado Alfredo Machado (1978-1979)
- Engenheiro Cássio Borges (1979)
- Ezequiel Menezes Filho (1979)
- José Camilo de Aguiar (1979-1980)
- João de Deus Costa Lima (1980)
- Fares Lopes (1980-1981)
- Silvio Carlos Vieira Lima (1981-1982)
- Hélder Veríssimo de Lima (1982-1983)
- Newton Cavalcante de Castro (1983)
- Ney Rebouças (1983-1984)
- Emanoel Papy Sabóia (1984)
- João de Deus Costa Lima (1984)
- João Gonçalves Monteiro (1984)
- Newton Cavalcante de Castro (1984)
- José Nestor Falcão Filho (1985-1986)
- Silvio Carlos Vieira Lima (1987-1989)
- Mauro Moraes de Lima (1989-1990)
- Paulo Rogério Magalhães (1990)
- Péricles Mulatinho (1990)
- Carlos Alberto Ribeiro (1990)
- Péricles Ribeiro Mulatinho (1991-1992)
- Flávio Novaes (1993)
- Fernando Silva (1993)
- Newton Cavalcante (1994)
- Quintino Feitosa (1994)
- Raimundo Regadas (1994)
- José Raimundo Costa (1995)
- Fernando Silva (1995)
- José Raimundo Costa (1995)
- Souza Filho (1996)
- Ciro Nepomuceno (1996)
- José Raimundo Costa (1996)
- Osvaldo Azim (1996-1998)
- Atanásio dos Santos (1998)
- Ariosvaldo Gomes (1998)
- Leonel Pereira Alencar Neto (1998-1999)
- Jorge Alberto Carvalho Mota (1999-2004)
- Clayton Alcântara Veras (2004)
- José Ribamar Felipe Bezerra (2005-2006)
- Marcelo Desidério (2007-2008)
- Lúcio Bonfim (2008-2009)
- Renan Vieira (2009-2010)
- Paulo Arthur (2011)
- Osmar Baquit (2011-2014)
- Jorge Mota (2014-2017)
- Marcello Desidério (2017)
- Luis Eduardo Girão (2017)
- Marcelo Paz (2017—2023)
- Alex Santiago (2024—2025)
- Rolim Machado (2025—)

## Simboli

### Stemma
| Stemma - Fortaleza Esporte Clube | Stemma - Fortaleza Esporte Clube | Stemma - Fortaleza Esporte Clube | Stemma - Fortaleza Esporte Clube | Stemma - Fortaleza Esporte Clube | Stemma - Fortaleza Esporte Clube | Stemma - Fortaleza Esporte Clube | Stemma - Fortaleza Esporte Clube |
| 1918                             | 1940s                            | 1940s - 1950s                    | 1950s                            | 1960s                            | 2019-                            |                                  |                                  |
| -------------------------------- | -------------------------------- | -------------------------------- | -------------------------------- | -------------------------------- | -------------------------------- | -------------------------------- | -------------------------------- |

### Mascotte

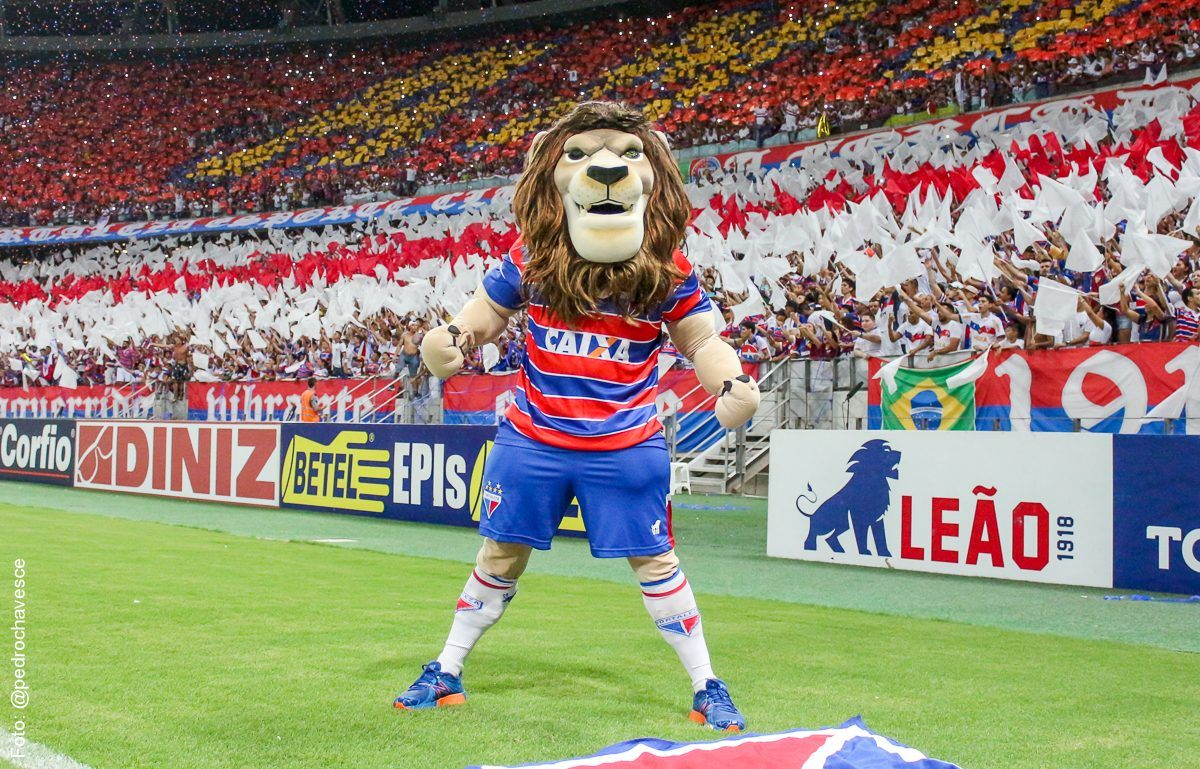
Juba, mascotte di Fortaleza

La mascotte di Fortaleza è un leone di nome Juba. ispirandosi alla Praça General Tibúrcio della città di Fortaleza, popolarmente conosciuta come Praça dos Leões (Piazza dei Leoni).

## Palmarès

### Competizioni nazionali
- Campeonato Brasileiro Série B: 1

2018

### Competizioni statali
- Campionato Cearense: 46 [2]

1920, 1921, 1923, 1924, 1926, 1927, 1928, 1933, 1934, 1937, 1938, 1946, 1947, 1949, 1953, 1954, 1959, 1960, 1964, 1965, 1967, 1969, 1973, 1974, 1982, 1983, 1985, 1987, 1991, 1992, 2000, 2001, 2002, 2003, 2004, 2005, 2007, 2008, 2009, 2010, 2015, 2016, 2019, 2020, 2021, 2022, 2023
- Copa do Nordeste: 3

2019, 2022, 2024
- Torneio Início do Ceará: 12

1925, 1927, 1928, 1933, 1935, 1948, 1960, 1961, 1962, 1964, 1965, 1977
- Copa dos Campeões Cearenses: 2

2016, 2017
- Copa Cidade de Natal: 1

1946
- Torneio Norte-Nordeste: 1

1970

### Altri piazzamenti
- Campionato brasiliano:

Secondo posto: 1960, 1968
- Coppa del Brasile:

Semifinalista: 2021
- Campeonato Brasileiro Série B:

Secondo posto: 2002, 2004
- Campeonato Brasileiro Série C:

Secondo posto: 2017
- Copa do Nordeste:

Semifinalista: 2001, 2013, 2020, 2021, 2023
- Coppa Sudamericana:

Finalista: 2023

## Organico

### Rosa 2025
| N. |                    | Ruolo | Calciatore        |
| -- | ------------------ | ----- | ----------------- |
| 1  | Brasile (bandiera) | P     | Marcelo Boeck     |
| 2  | Brasile (bandiera) | D     | Tinga             |
| 3  | Brasile (bandiera) | D     | David Luiz        |
| 4  | Brasile (bandiera) | D     | Jackson           |
| 5  | Brasile (bandiera) | D     | Marcelo Benvenuto |
| 6  | Brasile (bandiera) | D     | Marcelo Conceição |
| 7  | Brasile (bandiera) | A     | Robson            |
| 8  | Brasile (bandiera) | C     | Caio Alexandre    |
| 10 | Brasile (bandiera) | C     | Lucas Crispim     |
| 11 | Brasile (bandiera) | A     | Osvaldo           |
| 12 | Brasile (bandiera) | P     | Felipe Alves      |
| 13 | Brasile (bandiera) | D     | Lucas Esteves     |
| 14 | Brasile (bandiera) | C     | Ronald            |
| 15 | Brasile (bandiera) | C     | Felipe            |
| 16 | Brasile (bandiera) | C     | Matheus Jussa     |
| 17 | Brasile (bandiera) | A     | David             |
| 18 | Brasile (bandiera) | C     | Edinho            |
| 19 | Brasile (bandiera) | A     | Allanzinho        |
| 20 | Brasile (bandiera) | A     | Romarinho         |
| 21 | Brasile (bandiera) | C     | Pedro Augusto     |
| 22 | Brasile (bandiera) | C     | Yago Pikachu      |

| N. |                      | Ruolo | Calciatore       |
| -- | -------------------- | ----- | ---------------- |
| 23 | Brasile (bandiera)   | P     | Max Walef        |
| 25 | Brasile (bandiera)   | D     | Lucas Lima       |
| 26 | Brasile (bandiera)   | C     | Gustavo Blanco   |
| 27 | Paraguay (bandiera)  | A     | Adam Bareiro     |
| 29 | Brasile (bandiera)   | D     | Daniel Guedes    |
| 30 | Brasile (bandiera)   | D     | Bruno Melo       |
| 40 | Brasile (bandiera)   | D     | Vitor Ricardo    |
| 44 | Brasile (bandiera)   | D     | Titi             |
| 77 | Brasile (bandiera)   | A     | Igor Torres      |
| 96 | Brasile (bandiera)   | C     | Matheus Vargas   |
|    | Brasile (bandiera)   | C     | Pedro Rocha      |
|    | Brasile (bandiera)   | C     | Lucas Sasha      |
|    | Brasile (bandiera)   | A     | Renato Kayzer    |
|    | Brasile (bandiera)   | A     | Thiago Galhardo  |
|    | Brasile (bandiera)   | C     | Calebe           |
|    | Brasile (bandiera)   | D     | Felipe Jonatan   |
|    | Brasile (bandiera)   | D     | Diogo Barbosa    |
|    | Argentina (bandiera) | D     | Gastón Ávila     |
|    | Argentina (bandiera) | C     | Tomás Pochettino |
|    | Argentina (bandiera) | D     | Gonzalo Escobar  |

### Rosa 2023
| N. |                    | Ruolo | Calciatore        |
| -- | ------------------ | ----- | ----------------- |
| 1  | Brasile (bandiera) | P     | Marcelo Boeck     |
| 2  | Brasile (bandiera) | D     | Tinga             |
| 3  | Brasile (bandiera) | D     | David Luiz        |
| 4  | Brasile (bandiera) | D     | Jackson           |
| 5  | Brasile (bandiera) | D     | Marcelo Benvenuto |
| 6  | Brasile (bandiera) | D     | Marcelo Conceição |
| 7  | Brasile (bandiera) | A     | Robson            |
| 8  | Brasile (bandiera) | C     | Caio Alexandre    |
| 10 | Brasile (bandiera) | C     | Lucas Crispim     |
| 11 | Brasile (bandiera) | A     | Osvaldo           |
| 12 | Brasile (bandiera) | P     | Felipe Alves      |
| 13 | Brasile (bandiera) | D     | Lucas Esteves     |
| 14 | Brasile (bandiera) | C     | Ronald            |
| 15 | Brasile (bandiera) | C     | Felipe            |
| 16 | Brasile (bandiera) | C     | Matheus Jussa     |
| 17 | Brasile (bandiera) | A     | David             |
| 18 | Brasile (bandiera) | C     | Edinho            |
| 20 | Brasile (bandiera) | A     | Romarinho         |
| 21 | Brasile (bandiera) | C     | Pedro Augusto     |
| 22 | Brasile (bandiera) | C     | Yago Pikachu      |

| N. |                      | Ruolo | Calciatore       |
| -- | -------------------- | ----- | ---------------- |
| 23 | Brasile (bandiera)   | P     | Max Walef        |
| 25 | Brasile (bandiera)   | D     | Lucas Lima       |
| 26 | Brasile (bandiera)   | C     | Gustavo Blanco   |
| 29 | Brasile (bandiera)   | D     | Daniel Guedes    |
| 30 | Brasile (bandiera)   | D     | Bruno Melo       |
| 40 | Brasile (bandiera)   | D     | Vitor Ricardo    |
| 44 | Brasile (bandiera)   | D     | Titi             |
| 77 | Brasile (bandiera)   | A     | Igor Torres      |
| 96 | Brasile (bandiera)   | C     | Matheus Vargas   |
|    | Brasile (bandiera)   | C     | Pedro Rocha      |
|    | Brasile (bandiera)   | C     | Lucas Sasha      |
|    | Brasile (bandiera)   | A     | Renato Kayzer    |
|    | Brasile (bandiera)   | A     | Thiago Galhardo  |
|    | Brasile (bandiera)   | C     | Calebe           |
|    | Brasile (bandiera)   | D     | Felipe Jonatan   |
|    | Brasile (bandiera)   | D     | Diogo Barbosa    |
|    | Argentina (bandiera) | D     | Gastón Ávila     |
|    | Argentina (bandiera) | C     | Tomás Pochettino |
|    | Argentina (bandiera) | D     | Gonzalo Escobar  |

### Rosa 2021
| N. |                    | Ruolo | Calciatore                     |
| -- | ------------------ | ----- | ------------------------------ |
| 1  | Brasile (bandiera) | P     | Marcelo Boeck                  |
| 2  | Brasile (bandiera) | D     | Tinga                          |
| 4  | Brasile (bandiera) | D     | Jackson                        |
| 5  | Brasile (bandiera) | D     | Marcelo Benvenuto              |
| 6  | Brasile (bandiera) | D     | Marcelo Conceição              |
| 7  | Brasile (bandiera) | A     | Robson                         |
| 9  | Brasile (bandiera) | A     | Wellington Paulista (capitano) |
| 10 | Brasile (bandiera) | C     | Lucas Crispim                  |
| 11 | Brasile (bandiera) | A     | Osvaldo                        |
| 12 | Brasile (bandiera) | P     | Felipe Alves                   |
| 13 | Brasile (bandiera) | C     | Éderson                        |
| 14 | Brasile (bandiera) | C     | Ronald                         |
| 15 | Brasile (bandiera) | C     | Felipe                         |
| 16 | Brasile (bandiera) | C     | Matheus Jussa                  |
| 17 | Brasile (bandiera) | A     | David                          |
| 18 | Brasile (bandiera) | C     | Edinho                         |
| 20 | Brasile (bandiera) | A     | Romarinho                      |

| N. |                      | Ruolo | Calciatore        |
| -- | -------------------- | ----- | ----------------- |
| 22 | Brasile (bandiera)   | C     | Yago Pikachu      |
| 23 | Brasile (bandiera)   | P     | Max Walef         |
| 25 | Brasile (bandiera)   | D     | Lucas Lima        |
| 26 | Brasile (bandiera)   | C     | Gustavo Blanco    |
| 29 | Brasile (bandiera)   | D     | Daniel Guedes     |
| 30 | Brasile (bandiera)   | D     | Bruno Melo        |
| 34 | Argentina (bandiera) | A     | Valentín Depietri |
| 40 | Brasile (bandiera)   | D     | Vitor Ricardo     |
| 44 | Brasile (bandiera)   | D     | Titi              |
| 77 | Brasile (bandiera)   | A     | Igor Torres       |
| 96 | Brasile (bandiera)   | C     | Matheus Vargas    |
|    | Brasile (bandiera)   | C     | Lucas Sasha       |
|    | Brasile (bandiera)   | A     | Thiago Galhardo   |
|    | Brasile (bandiera)   | C     | Caio Alexandre    |
|    | Ecuador (bandiera)   | D     | Anthony Landázuri |
|    | Argentina (bandiera) | C     | Tomás Pochettino  |

### Rosa 2014
| N. |                    | Ruolo | Calciatore    |
| -- | ------------------ | ----- | ------------- |
|    | Brasile (bandiera) | P     | André Zuba    |
|    | Brasile (bandiera) | P     | Erivelton     |
|    | Brasile (bandiera) | P     | Fernando Leal |
|    | Brasile (bandiera) | P     | Max           |
|    | Brasile (bandiera) | P     | Ricardo       |
|    | Brasile (bandiera) | D     | Adalberto     |
|    | Brasile (bandiera) | D     | Alan          |
|    | Brasile (bandiera) | D     | Amaral        |
|    | Brasile (bandiera) | D     | Eduardo Luiz  |
|    | Brasile (bandiera) | D     | Fernandinho   |
|    | Brasile (bandiera) | D     | Genílson      |
|    | Brasile (bandiera) | D     | Max Oliveira  |
|    | Brasile (bandiera) | D     | Radar         |
|    | Brasile (bandiera) | D     | Sidney        |

| N. |                    | Ruolo | Calciatore         |
| -- | ------------------ | ----- | ------------------ |
|    | Brasile (bandiera) | D     | Tiago Cametá       |
|    | Brasile (bandiera) | C     | Corrêa             |
|    | Brasile (bandiera) | C     | Danilo Rios        |
|    | Brasile (bandiera) | C     | Davidson           |
|    | Brasile (bandiera) | C     | Edinho             |
|    | Brasile (bandiera) | C     | Guto               |
|    | Brasile (bandiera) | C     | Laertes            |
|    | Brasile (bandiera) | C     | Leandro            |
|    | Brasile (bandiera) | C     | Marcelinho Paraíba |
|    | Brasile (bandiera) | C     | Walfrido           |
|    | Brasile (bandiera) | A     | Patric             |
|    | Brasile (bandiera) | A     | Robert             |
|    | Brasile (bandiera) | A     | Romarinho          |
|    | Brasile (bandiera) | A     | Waldison           |

### Rosa 2012
| N. |                    | Ruolo | Calciatore              |
| -- | ------------------ | ----- | ----------------------- |
|    | Brasile (bandiera) | P     | Fábio Lima              |
|    | Brasile (bandiera) | P     | Lopes                   |
|    | Brasile (bandiera) | P     | João Carlos             |
|    | Brasile (bandiera) | D     | Gilmak Queiroz da Silva |
|    | Brasile (bandiera) | D     | Guto                    |
|    | Brasile (bandiera) | D     | Cléber Carioca          |
|    | Brasile (bandiera) | D     | Kauê Caetano da Silva   |
|    | Brasile (bandiera) | D     | Rafael Lomas            |
|    | Brasile (bandiera) | D     | Cris                    |
|    | Brasile (bandiera) | D     | Ciro                    |
|    | Brasile (bandiera) | D     | Raul Guilherme Martins  |
|    | Brasile (bandiera) | D     | Walisson                |
|    | Brasile (bandiera) | C     | Leandro Pereira         |
|    | Brasile (bandiera) | C     | Careca                  |

| N. |                      | Ruolo | Calciatore     |
| -- | -------------------- | ----- | -------------- |
|    | Brasile (bandiera)   | C     | Élton Giovanni |
|    | Brasile (bandiera)   | C     | Lucas          |
|    | Brasile (bandiera)   | C     | Geraldo        |
|    | Brasile (bandiera)   | C     | Esley          |
|    | Brasile (bandiera)   | C     | Marquinho      |
|    | Brasile (bandiera)   | C     | Marcelo Régis  |
|    | Brasile (bandiera)   | C     | Marielson      |
|    | Argentina (bandiera) | A     | Gustavo Savoia |
|    | Brasile (bandiera)   | A     | Vinícius       |
|    | Brasile (bandiera)   | A     | Jaílson        |
|    | Brasile (bandiera)   | A     | Ray            |
|    | Brasile (bandiera)   | A     | Cléo           |
|    | Brasile (bandiera)   | A     | Assisinho      |
|    | Brasile (bandiera)   | A     | Rômulo         |